# Sec-Butyllithium
sec-Butyllithium (s-BuLi) ist eine sekundäre metallorganische Verbindung des Elements Lithium (Organolithium-Verbindung). Daneben gibt es noch die isomeren Formen n-Butyllithium und tert-Butyllithium. Die Basizität nimmt in der Reihe n-Butyllithium < sec-Butyllithium < tert-Butyllithium zu. s-BuLi ist somit die zweitstärkste Base in dieser Reihe. sec-Butyllithium ist kommerziell üblicherweise als Lösung in Cyclohexan erhältlich. Während der Lagerung kann sich ein feiner Lithiumhydrid-Niederschlag bilden; Dies führt auch zu Konzentrationserniedrigung der Lösungen.

## Gewinnung und Darstellung
Die Synthese kann durch Reaktion von 2-Chlorbutan mit elementarem Lithium erfolgen.

## Eigenschaften

### Physikalische Eigenschaften
sec-Butyllithium ist eine farblose, viskose Flüssigkeit. Für den Reinstoff wurde massenspektrometrisch eine Tetramerstruktur nachgewiesen. In unpolaren Lösungsmitteln wie Benzol, Cyclohexan oder Cyclopentan liegt die Verbindung als Tetramer vor. Bei Temperaturen von −41 °C konnte in Cyclopentan mittels 6Li-NMR-Spektroskopie ein Hexamer detektiert werden. In Lösungsmitteln mit Donoreigenschaften wie Tetrahydrofuran existiert ein Gleichgewicht zwischen dimeren und monomeren Strukturen.

### Chemische Eigenschaften
s-BuLi kann für den Lithium-Halogenaustausch an halogenierten Aromaten oder zum Deprotonieren, beispielsweise von Aminen oder Alkoholen, verwendet werden. Mit Kupfer(I)-iodid werden Lithiumdi-sec-butylcuprate gebildet. Im Vergleich zu n-BuLi reagiert s-BuLi bei Raumtemperatur schneller mit Diethylether und THF. Die Verbindung zerfällt bei Raumtemperatur langsam bzw. bei erhöhter Temperatur schneller in Lithiumhydrid und einem Butengemisch aus 1-Buten, cis-2-Buten und trans-2-Buten.
Reines s-Butyllithium ist pyrophor und verbrennt an der Luft mit einer typisch roten Flamme.

## Verwendung
Die Kohlenstoff-Lithium-Bindung ist stark polarisiert, was dazu führt, dass der Kohlenstoff sehr nucleophil und basisch ist. s-Buli ist basischer als n-Buli und zusätzlich sterisch mehr gehindert. Diese beiden Eigenschaften kann man sich in diversen Synthesen zu Nutze machen. Es wird z. B. eingesetzt, wenn nur eine schwache C-H-Acidität vorliegt und n-BuLi keine zufriedenstellende Resultate liefert. Zudem wird s-Butyllithium als Katalysator für technische Polymerisationen von Isopren, Butadien und Styrol verwendet.

## Sicherheitshinweise
s-BuLi ist an der Luft selbstentzündlich (pyrophor) und reagiert zudem heftig mit Wasser. Auch Lösungen in organischen Lösungsmitteln sind, außer bei niedriger Konzentration, pyrophor und können durch Reaktion mit Wasser in Brand geraten.